# Arrondissement Le Marin
Le Marin is een arrondissement van het Franse overzees departement Martinique. De onderprefectuur is Le Marin.

## Gemeenten
Het arrondissement is samengesteld uit de volgende gemeenten:
- Les Anses-d'Arlet
- Le Diamant
- Ducos
- Le François
- Le Marin
- Rivière-Pilote
- Rivière-Salée
- Sainte-Anne
- Sainte-Luce
- Saint-Esprit
- Les Trois-Îlets
- Le Vauclin